# Miklós Spányi
Miklós Spányi (ou Miklós Mikael Spányi), né le 2 mai 1962 à Budapest,, est un claveciniste hongrois spécialisé dans le répertoire baroque et classique.

## Formation
Miklós Spányi étudia le clavecin et l'orgue à la Ferenc Liszt Music Academy avec Ferenc Gergely et Janos Sebestyen,,.
Il continua ses études au Koninklijk Vlaams Muziekconservatorium (Conservatoire royal flamand) à Anvers avec Jos van Immerseel et à la Hochschule für Music à Munich avec Hedwig Bilgram,,.

## Carrière
Spányi a donné des concerts dans la plupart des pays européens en tant que soliste sur cinq instruments à clavier (orgue, clavecin, forte-piano, clavicorde, piano à tangentes) et a également joué la basse continue avec divers orchestres et groupes de musique de chambre,.
Il a été le directeur artistique de l'orchestre baroque hongrois Concerto Armonico depuis sa fondation en 1983,.
De 2006 à 2009, Miklós Spányi a été directeur artistique de l'ensemble finlandais de musique ancienne Ensemble OpusX.
Actuellement, il est membre et directeur artistique de l'Ensemble Mimage.
Depuis plusieurs années, les travaux de Miklós Spányi comme interprète et chercheur se sont concentrés sur Carl Philipp Emanuel Bach, dont il est aujourd'hui un des connaisseurs et interprètes les plus reconnus au niveau mondial.

## Enseignement
Miklós Spányi a enseigné au Conservatoire Oulu et à la Sibelius Academy en Finlande entre 1990 et 2012. Actuellement, il enseigne à la Staatliche Hochschule für Musik und Darstellende Kunst à Mannheim en Allemagne, à la Liszt Academy of Music de Budapest en Hongrie et au Conservatoire d'Amsterdam aux Pays-Bas.

## Distinctions
Spányi a remporté plusieurs prix lors de compétitions internationales de clavecin à Nantes (1984) et à Paris (1987),.

## Discographie
Pour le label suédois BIS Records, Spányi a enregistré l'intégrale des concertos pour clavier de Carl Philipp Emanuel Bach ainsi que l'intégrale de sa musique pour clavier solo.
Le label Hungaroton Records a publié une série d'enregistrements intitulée Tangent Piano Collection avec Miklós Spányi, consistant principalement en musique de chambre avec piano à tangentes.
Pour le label Könemann Music Budapest, Miklós Spányi a publié plusieurs volumes des œuvres pour clavier solo de Carl Philipp Emanuel Bach.